# روبرت كواري
روبرت كواري (بالإنجليزية: Robert Quarry)‏ هو ممثل أمريكي، ولد في 3 نوفمبر 1925 في الولايات المتحدة، وتوفي بنفس المكان في 20 فبراير 2009 بسبب مرض.

## وصلات خارجية
- روبرت كواري على موقع IMDb (الإنجليزية)
- روبرت كواري على موقع أول موفي (الإنجليزية)
- روبرت كواري على موقع قاعدة بيانات برودواي على الإنترنت (الإنجليزية)
- روبرت كواري على موقع إن إن دي بي (الإنجليزية)
- روبرت كواري على موقع قاعدة بيانات الفيلم (الإنجليزية)